# Duetto
Duetto é um filme de drama ítalo-brasileiro de 2022, dirigido por Vicente Amorim e roteirizado por Rita Buzzar e João Segall. Ambientado na Itália em 1965, o filme acompanha a história de amor de uma jovem brasileira (Luisa Arraes) com um um cantor italiano (Michele Morrone), horas antes de sua morte. O filme conta ainda com as atuações de Giancarlo Giannini, Marieta Severo, Elisabetta de Palo, Gabriel Leone, Rodrigo Lombardi e Maeve Jinkings nos demais papéis principais.

## Sinopse
O filme transporta os espectadores para a vibrante Itália de 1965, no cenário encantador da região da Apulia, durante um efervescente Festival de Música. A trama gira em torno do improvável encontro entre Cora (Luisa Arraes), uma jovem brasileira, e o renomado e controverso "cantautore" italiano, Marcello Bianchini (Michele Morrone), horas antes de sua trágica morte. Contudo, o palco inicial dessa narrativa está em São Paulo, onde Cora enfrenta a dor da perda de seu pai, Marcelo (Rodrigo Lombardi) em um fatídico acidente de carro. Acompanhada pela avó Lúcia (Marieta Severo), ela parte rumo à sua terra natal na Apulia.
A viagem de Lúcia tem um propósito: reunir-se com Sofia (Elisabetta de Palo), sua irmã, para discutir a venda de terras ancestrais da família. O reencontro entre as irmãs, após quatro décadas de separação, desencadeia uma série de eventos que mergulham Cora nas profundezas do passado familiar e nas tramas entrelaçadas da pequena cidade italiana. Entre os segredos revelados, os dramas locais e as lições de vida, Cora embarca em uma jornada de autodescoberta rumo à maturidade e à plenitude da vida adulta.

## Elenco
- Michele Morrone como Marcello Bianchini
- Giancarlo Giannini como Gino
- Marieta Severo como Lúcia
- Luisa Arraes como Cora
- Elisabetta De Palo como Sofia
- Gabriel Leone como Carlo
- Maeve Jinkings como Isabel
- Rodrigo Lombardi como Marcelo
- Isa Salmen como Isla
- Thuany Parente como Mirela Barini
- Cássio Pandolfi como Vittorio
- All Motta como Bernardi
- João Guesser como Enzo Scorelli
- Eli André Corrêa como recepcionista do hotel

## Produção
Escrito por Rita Buzzar e João Segall, o filme retrata a dor de três mulheres após a morte de Marcelo. Situado no Brasil e na Itália de 1965, o filme conta com um elenco composto por atores dos dois países. Marieta Severo, Luisa Arraes, Gabriel Leone e Maeve Jinkings compartilham cenas em italiano com Michele Morrone, Elisabetta de Palo e Giancarlo Giannini. Dirigido por Vicente Amorim e produzido pela empresa Nexus,  Marieta Severo destaca a dualidade entre reconstruir o passado, representada por Lúcia, e construir o futuro, retratado por Cora. Maeve Jinkings enfatiza a jornada de autodescoberta das personagens femininas, enquanto Rita Buzzar destaca a temática do perdão e dos conflitos nas relações amorosas. 

### Gravações
A produção cinematográfica envolveu locações tanto no Brasil quanto na Itália, exigindo que alguns atores aprendessem o idioma italiano para suas performances. As filmagens incluíram cinco dias na região da Apúlia, na Itália. Entre eles estavam Luisa Arraes, Gabriel Leone e Maeve Jinkings. Marieta Severo, por sua vez, já dominava o idioma, tendo vivido na Itália durante o exílio dela e de Chico Buarque, seu ex-marido, no final dos anos 60. As filmagens ocorreram em 2019.

## Lançamento
O filme teve seu trailer oficial divulgado pela Imagem Filmes, distribuidora nacional, antes de seu lançamento nos cinemas em 29 de setembro de 2022.

## Recepção

### Resposta da crítica
O crítico Matheus Mans, do website Esquina da Cultura, avaliou que o filme Duetto, dirigido por Vicente Amorim, prometia explorar as maravilhas e dores universais da vida, mas acabou mergulhando em um melodrama sem vida e banal. Mans destaca que, apesar do elenco grandioso, incluindo Marieta Severo, Maeve Jinkings e Gabriel Leone, as tramas confusas e mal exploradas resultam em um filme sem impacto e desinteressante. Ele critica a falta de direção firme e a condução tediosa do melodrama, lamentando o desperdício de potencial. Mans concluiu que o filme "é um longa-metragem que simplesmente não encontra a força necessária para uma trama que se propõe a ser complexa demais, séria demais. É um melodrama forçado, sem vida, e que desperdiça um elenco grandioso em trama que não sabe como se levar a sério".
Janda Montenegro, do CinePOP, atribuiu ao filme a nota 3 de 5, destacando que a sensação ao assisti-lo é de que muito mais é sugerido do que de fato apresentado. Ela menciona que a ambientação em 1965 e os contextos históricos não explorados poderiam enriquecer a trama, assim como a conexão entre as histórias da avó e neta. Montenegro observa que a estrutura do roteiro demanda atenção do espectador, porém, alguns elementos acabam não se integrando à narrativa de forma coesa. Ela elogia a qualidade estética do filme e o desempenho do elenco, mas ressalta certas estranhezas, como a idade da personagem de Luisa Arraes e o elenco brasileiro falando italiano. Em suma, ela considera Duetto uma produção bem produzida, com um estilo de novela dramática, ideal para os amantes do gênero.
Daniel Schenker, do O Globo, descreve Duetto como um filme marcado pelo investimento no melodrama, ambientado em 1965, no início da ditadura no Brasil. A história gira em torno das relações entre as mulheres após a morte de Marcelo, destacando o retorno de Lúcia à Itália, acompanhada por sua neta, Cora, para reencontrar sua irmã, Sofia. Schenker elogia a condução contida de Vicente Amorim e as interpretações sóbrias do elenco, especialmente Marieta Severo. Ele destaca a qualidade da trilha sonora de Gabriel Dib e da fotografia de Gustavo Hadba, que valoriza a região da Apúlia. O crítico menciona também o cuidado na direção de arte de Daniel Flaksman, que cria atmosfera na casa familiar e no restaurante. Schenker observa que, diferente de Marcelo, cada personagem descobre seu próprio caminho ao longo do filme, ressaltando a qualidade do roteiro de Rita Buzzar e João Segall. No entanto, ele critica a explicação banal da razão do distanciamento de Lúcia da irmã, considerando o desenlace como uma adesão à tradição do melodrama.